# Boží Dar
Boží Dar là một thị trấn thuộc huyện Karlovy Vary, vùng Karlovarský, Cộng hòa Séc.